# Uroptychus japonicus
Uroptychus japonicus is een tienpotigensoort uit de familie van de Chirostylidae. De wetenschappelijke naam van de soort is voor het eerst geldig gepubliceerd in 1892 door Ortmann.